# 胡庆士
胡庆士（1938年—），中国影视演员、话剧演员。出生于中国安徽省安庆县。代表作有：话剧《屈原》、电影《李冰》、系列片《东陵大盗》、系列片《海瑞传奇》等。胡庆士大哥胡浩是北京人艺的主要演员。二哥胡庆汉是上海电影译制厂导演。三哥胡庆树也是著名演员。

## 演出作品
| 年份   | 劇名           | 角色           |
| ------ | -------------- | -------------- |
| 1986年 | 《东陵大盗》   | 孙殿英         |
| 1992年 | 《关公》       | 曹操           |
| 1998年 | 《水浒传》     | 梁中书         |
| 2000年 | 《天下粮仓》   | 李忠、明灯法师 |
| 2007年 | 《贞观长歌》   | 张玄素         |
| 2007年 | 《碧血剑》     | 曹化淳         |
| 2008年 | 《大唐游侠传》 | 高力士         |